# Teratauxta paradoxa
Teratauxta paradoxa är en fjärilsart som beskrevs av Erich Martin Hering 1901. Teratauxta paradoxa ingår i släktet Teratauxta och familjen Crambidae. Inga underarter finns listade i Catalogue of Life.